# 莱阳市
莱阳市位于胶东半岛的中部是一个位于中国山东省东部烟台市的县级市。总面积1731.54平方公里，市人民政府駐金水路1号。以梨子、苹果和花生油等农产品著名。

## 行政区划
莱阳市下辖5个街道办事处、13个镇：
城厢街道、古柳街道、龙旺庄街道、冯格庄街道、柏林庄街道、沐浴店镇、团旺镇、穴坊镇、羊郡镇、姜疃镇、万第镇、照旺庄镇、谭格庄镇、河洛镇、吕格庄镇、高格庄镇、大夼镇和山前店镇。

## 经济
根据莱阳市人民政府官网
2022年，莱阳市生产总值510亿元，按可比价格计算，同比（下同）增长4.1%。其中，第一产业增加值64.58亿元，增长5.7%；第二产业增加值215.17亿元，增长6.3%；第三产业增加值230.25亿元，增长1.7%。三次产业结构调整为12.7：42.2：45.1。
2023年，莱阳市生产总值514.39亿元，按不变价格计算，同比增长5.2%。分产业看，第一产业增加值65.96亿元，同比增长5.3%；第二产业增加值213.19亿元，同比增长5.5%；第三产业增加值235.24亿元，同比增长4.8%。 三次产业结构调整为12.8：41.5：45.7。
著名企业：龙大集团、鲁花集团

## 学校与科技
1938年胶东公学成立，是为莱阳第一中学前身。
1951年莱阳农学院成立，在半个世纪的时间为莱阳农业发展提供了许多人才。
1960年莱阳市第九中学成立。
后野生大豆生物学研究专家庄炳昌受邀请来到莱阳农学院进行教学与研究工作，但于2002年庄炳昌在莱阳莱阳市东关村水电办公室门口遭抢劫杀害。
2007年3月，经教育部批准，莱阳农学院正式更名为青岛农业大学。办学地点也更改为青岛市城阳区。
截至目前莱阳市大学仅有青岛农业大学海都学院（原莱阳农学院址）

## 人口
2020年末，根據第七次全国人口普查顯示：莱阳市常住总人口79.14万人，下降0.5%。其中，城镇常住人口42.78万人。常住人口城镇化率54.06%，比上年提高0.52%。
2010年底，全市总人口87.86万人，其中非农业人口15.19万人。

## 历史行政区划

### 古代
- 古时为莱夷地
- 商朝、西周、春秋时为莱国。
- 战国属齐国。
- 秦朝属齐郡。
- 汉朝为胶东国与东莱郡。
- 晋朝为长广郡与济南郡。
- 南北朝为东莱与长广郡。
- 隋朝为东莱郡。
- 唐朝、宋朝、元朝置莱州。
- 明朝、清朝为登州府。

### 清灭亡后至今
- 中华民国山东省莱阳
- 中华人民共和国 南海专区莱阳专区烟台专区
- 中华人民共和国山东省烟台市莱阳市

## 地理与农业
莱阳市多丘陵及低矮山地，当地常种植苹果树与梨树等果树。大片平坦土地鲜见，小麦种植少。
莱阳市境内多季风雨源性河流，河流多是由北向南流动。

## 交通

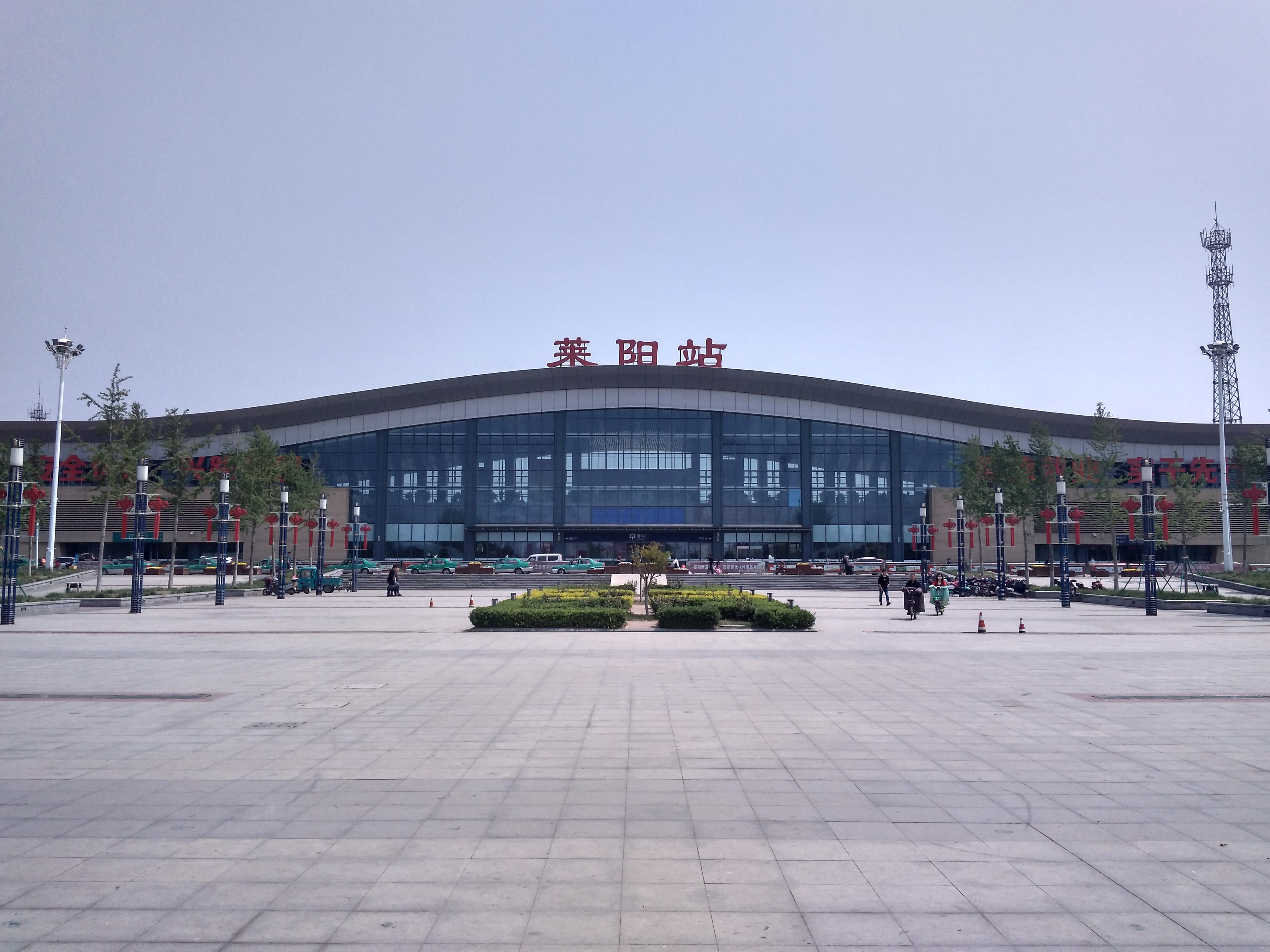
莱阳站

- 莱阳站 204国道、 309国道过境。
- 火车站：莱阳站、莱阳南站

## 地方名片及旅游资源
“中国梨乡”、“中国螳螂拳发源地”、“中国花生油之乡”
省级度假区：丁字湾滨海旅游度假区
国家2A级旅游景区：五龙河国家水利风景区、娘娘山风景区、蚬河公园

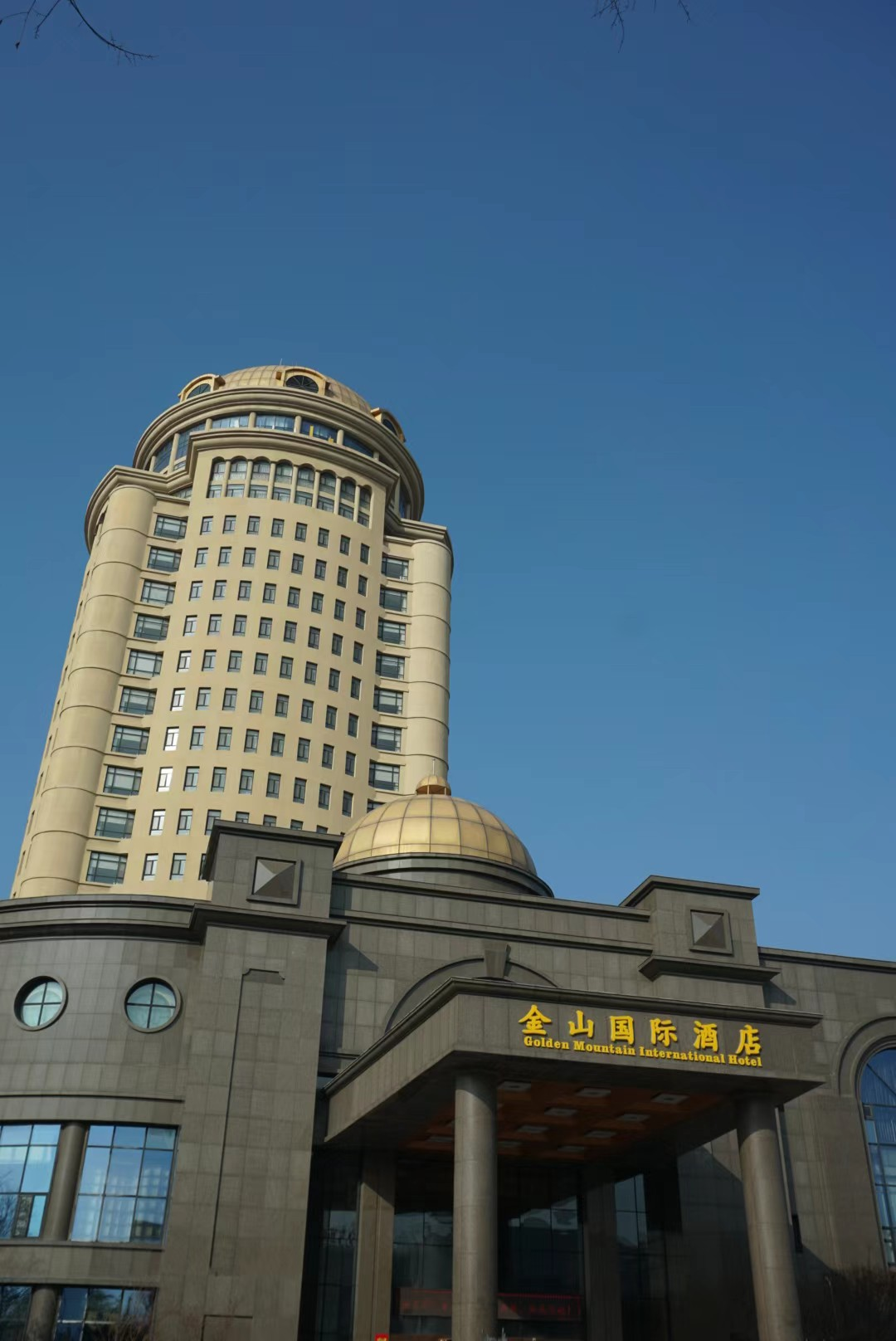

国家3A级旅游景区：梨乡风情旅游区、濯村
国家4A级旅游景区：白垩纪国家地质公园
博物馆：莱阳市博物馆(宋琬故居)
最大酒店：山东金山国际酒店